# Agdal
Agdal (àrab: أكدال, Agdāl; amazic estàndard marroquí: ⴰⴳⴷⴰⵍ, Agdal) és un dels sis arrondissements de la ciutat de Fes, dins de la prefectura de Fes, a la regió de Fes-Meknès, al Marroc. Segons el cens de 2014 tenia una població total de 142.407 persones.